# Лісозавод (Ардатовський район)
Лісозаво́д (рос. Лесозавод, ерз. Лесозавод) — селище у складі Ардатовського району Мордовії, Росія. Входить до складу Рідкодубського сільського поселення.

## Населення
Населення — 268 осіб (2010; 309 у 2002).
Національний склад (станом на 2002 рік):
- росіяни — 78 %